# Medvekutyák
A medvekutyák (Amphicyon) az emlősök (Mammalia) osztályának ragadozók (Carnivora) rendjébe, ezen belül a fosszilis medvekutyafélék (Amphicyonidae) családjába és az Amphicyoninae alcsaládjába tartozó nem.

## Tudnivalók
A medvekutyák mérete nagyon változatos volt. Hosszuk és magasságuk a kutya méretétől (a legkisebbek 30 centiméteres marmagassággal) a grizzly méretéig terjedt - 250 centiméteres hosszúsággal, és tulajdonképpen mind a kettővel rokon is volt. A medvekutyák nemének a neve: Amphicyonid magyarul „kutya közti”-t jelent. Ők biztos rágcsálókat és más kisebb emlősöket zsákmányoltak, de párban vagy falkába verődve nagyobb állatokra is vadászhattak, mint például a Chalicotheriumot. A nagyobb fajok valószínű, hogy egyedül is képesek voltak nagyobb testű zsákmányt szerezni. Ez a ragadozó vonal 16,9 millió évvel ezelőtt, a középső miocén korszakban kezdődött, amely mára már kihalt, viszont 2,6 millió évvel ezelőtt még létezett.

## Lelőhelyek
Medvekutya maradványokat és megkövesedett nyomokat találtak Európa, Ázsia, Afrika és Észak-Amerika területén. Ezek a nyomok arra utalnak, hogy az állatoknak az egész talpuk felülete érte a földet járás közben.

## Rendszerezés
A nembe az alábbi 9 faj tartozik:
- Amphicyon frendens Matthew, 1924[5][6][7]
- Amphicyon galushai Hunt, 2003
- Amphicyon giganteus Kaup, 1884[8][9][10]
- Amphicyon ingens Matthew, 1924[11][12]
- Amphicyon laugnacensis Ginsburg, 1989
- Amphicyon longiramus White, 1942
- Amphicyon lydekkeri (Pilgrim, 1910)
- Amphicyon major Blainville, 1841[13] - típusfaj
- Amphicyon palaeindicus Lydekker, 1876

### Fordítás
- Ez a szócikk részben vagy egészben  az   Amphicyon című angol Wikipédia-szócikk ezen változatának fordításán alapul.  Az eredeti cikk szerkesztőit annak laptörténete sorolja fel. Ez a jelzés csupán a megfogalmazás eredetét és a szerzői jogokat jelzi, nem szolgál a cikkben szereplő információk forrásmegjelöléseként.